# BC Tallinna Kalev
O TLÜ/Kalev   é um clube profissional de basquetebol situado na cidade de Tallinn, Estônia que disputa atualmente a Liga Estoniana e a Copa Europeia.